# Charles Napier (officier)
Pour les articles homonymes, voir Charles Napier et Napier.
 (mai 2025).
La mise en forme du texte ne suit pas les recommandations de Wikipédia : il faut le « wikifier ».
Les points d'amélioration suivants sont les cas les plus fréquents. Le détail des points à revoir est peut-être précisé sur la page de discussion.
- Les titres sont pré-formatés par le logiciel. Ils ne sont ni en capitales, ni en gras.
- Le texte ne doit pas être écrit en capitales (les noms de famille non plus), ni en gras, ni en italique, ni en « petit »…
- Le gras n'est utilisé que pour surligner le titre de l'article dans l'introduction, une seule fois.
- L'italique est rarement utilisé : mots en langue étrangère, titres d'œuvres, noms de bateaux, etc.
- Les citations ne sont pas en italique mais en corps de texte normal. Elles sont entourées par des guillemets français : « et ».
- Les listes à puces sont à éviter, des paragraphes rédigés étant largement préférés. Les tableaux sont à réserver à la présentation de données structurées (résultats, etc.).
- Les appels de note de bas de page (petits chiffres en exposant, introduits par l'outil «  Source ») sont à placer entre la fin de phrase et le point final[comme ça].
- Les liens internes (vers d'autres articles de Wikipédia) sont à choisir avec parcimonie. Créez des liens vers des articles approfondissant le sujet. Les termes génériques sans rapport avec le sujet sont à éviter, ainsi que les répétitions de liens vers un même terme.
- Les liens externes sont à placer uniquement dans une section « Liens externes », à la fin de l'article. Ces liens sont à choisir avec parcimonie suivant les règles définies. Si un lien sert de source à l'article, son insertion dans le texte est à faire par les notes de bas de page.
- La présentation des références doit suivre les conventions bibliographiques. Il est recommandé d'utiliser les modèles {{Ouvrage}}, {{Chapitre}}, {{Article}}, {{Lien web}} et/ou {{Bibliographie}}. Le mode d'édition visuel peut mettre en forme automatiquement les références.
- Insérer une infobox (cadre d'informations à droite) n'est pas obligatoire pour parachever la mise en page.

Pour une aide détaillée, merci de consulter Aide:Wikification.
Si vous pensez que ces points ont été résolus, vous pouvez retirer ce bandeau et améliorer la mise en forme d'un autre article.
Le capitaine Charles George Douglas Napier (1892 – 15 mai 1918) est un as de l'aviation britannique de la Première Guerre mondiale, crédité de neuf victoires aériennes avant d’être tué au combat.

## Biographie
Napier naît à Shepherd's Bush, Londres (Angleterre), en 1892. Avant la guerre, il travaille au service d’incendie de la Employers Liability Assurance Corporation Ltd.

### Service dans l'armée
Il commence son service militaire en tant que soldat dans le Army Cyclist Corps (en). En août 1915, alors qu’il sert comme caporal dans la Compagnie cycliste de la 47e division, Napier reçoit la Distinguished Conduct Medal. Sa citation se lit comme suit :
« Pour une bravoure remarquable les 25 et 26 mai 1915, à Givenchy. Après le repli d’un groupe de grenadiers, s’étant retrouvé séparé de celui-ci, il reste dans les tranchées avec un sergent et quelques hommes d’un autre bataillon, et assiste grandement ce petit groupe par l’usage de ses grenades, permettant de conserver la tranchée capturée. »
Le 24 février 1916, il reçoit la Médaille militaire française « en reconnaissance de ... services distingués durant la campagne ».

### Service dans le Royal Flying Corps

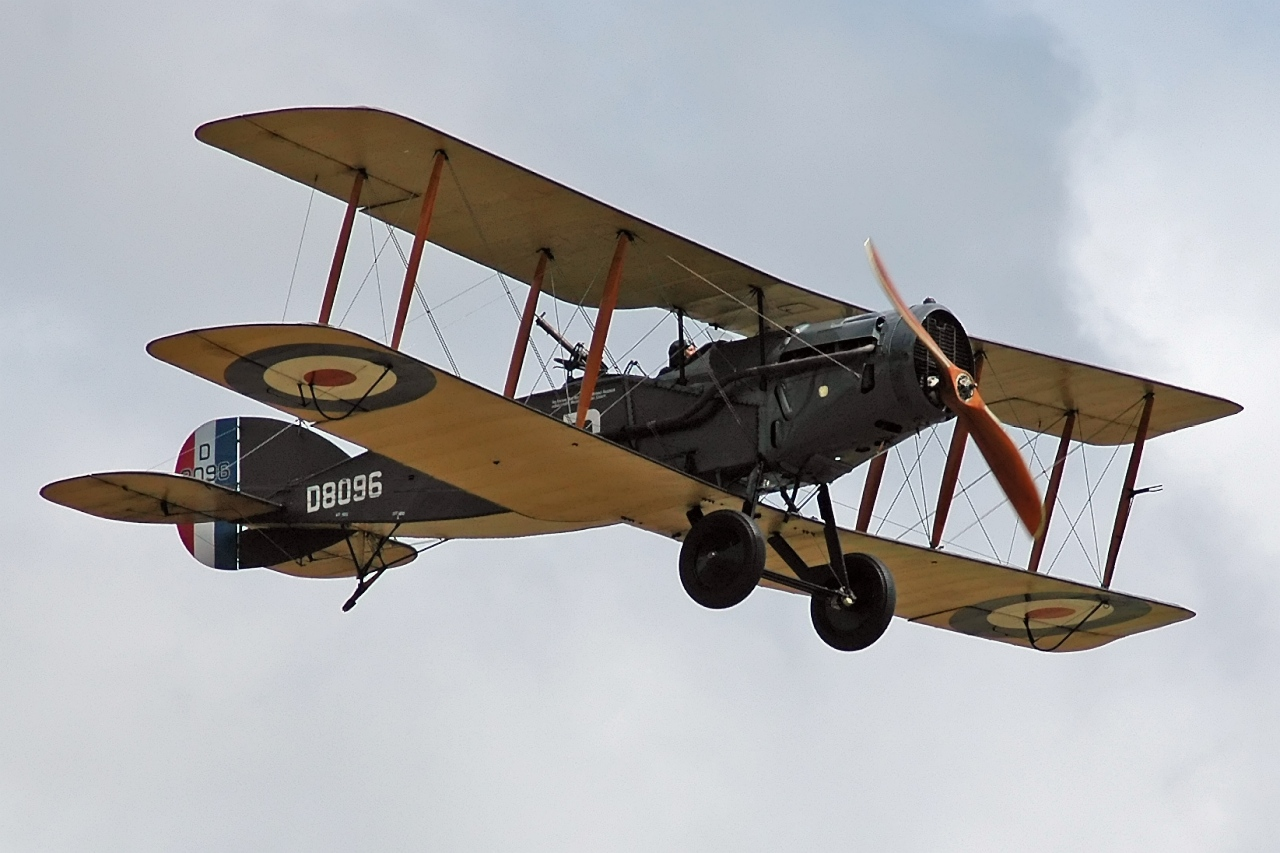
Chasseur Bristol F.2B.

Napier est détaché au Royal Flying Corps et nommé sous-lieutenant temporaire le 23 septembre 1917. Il sert dans le 20e escadron à la fin de 1917 avant d’être transféré au 48e escadron au début de 1918. Il remporte sa première victoire aérienne avec cette unité, le 7 février. Le 4 avril, il est promu capitaine temporaire. Il portera son total à neuf victoires, concluant son palmarès par une triple victoire le 9 mai ; lui et son mitrailleur Walter Beales sont également abattus lors de cette action, mais s’en sortent indemnes. Six jours plus tard, il est tué au combat, abattu avec son mitrailleur du jour. Le 12 juin, les Allemands confirment la mort de Napier. Dix jours plus tard, sa décoration de la Croix militaire est publiée dans la gazette avec la citation suivante :
« Lors d’une attaque de bombardement en vol rasant, il descendit à une altitude de 30 mètres et largua quatre bombes sur un groupe de troupes ennemies, causant de lourdes pertes et dispersant l’ennemi dans toutes les directions. Plus tard, alors qu’il était en patrouille offensive, il observa un biplace ennemi accompagné de deux chasseurs. Il tira vingt coups sur le biplace, qui s’écrasa, puis attaqua l’un des chasseurs, qui fit une embardée complète avant de piquer vers le sol en chute verticale. Il compte au total deux appareils ennemis abattus et quatre contraints à l’atterrissage. Il a fait preuve du plus grand jugement, de détermination et d’audace. ».